# استان دیگو مارتین
استان دیگو مارتین (به لاتین: Diego Martin Regional Corporation) یک استان در ترینیداد و توباگو است. استان دیگو مارتین ۱۲۷٫۵۳ کیلومتر مربع مساحت و ۱۰۵٬۷۲۰ نفر جمعیت دارد.